# گرانیگاه جمعیتی ایالات متحده آمریکا

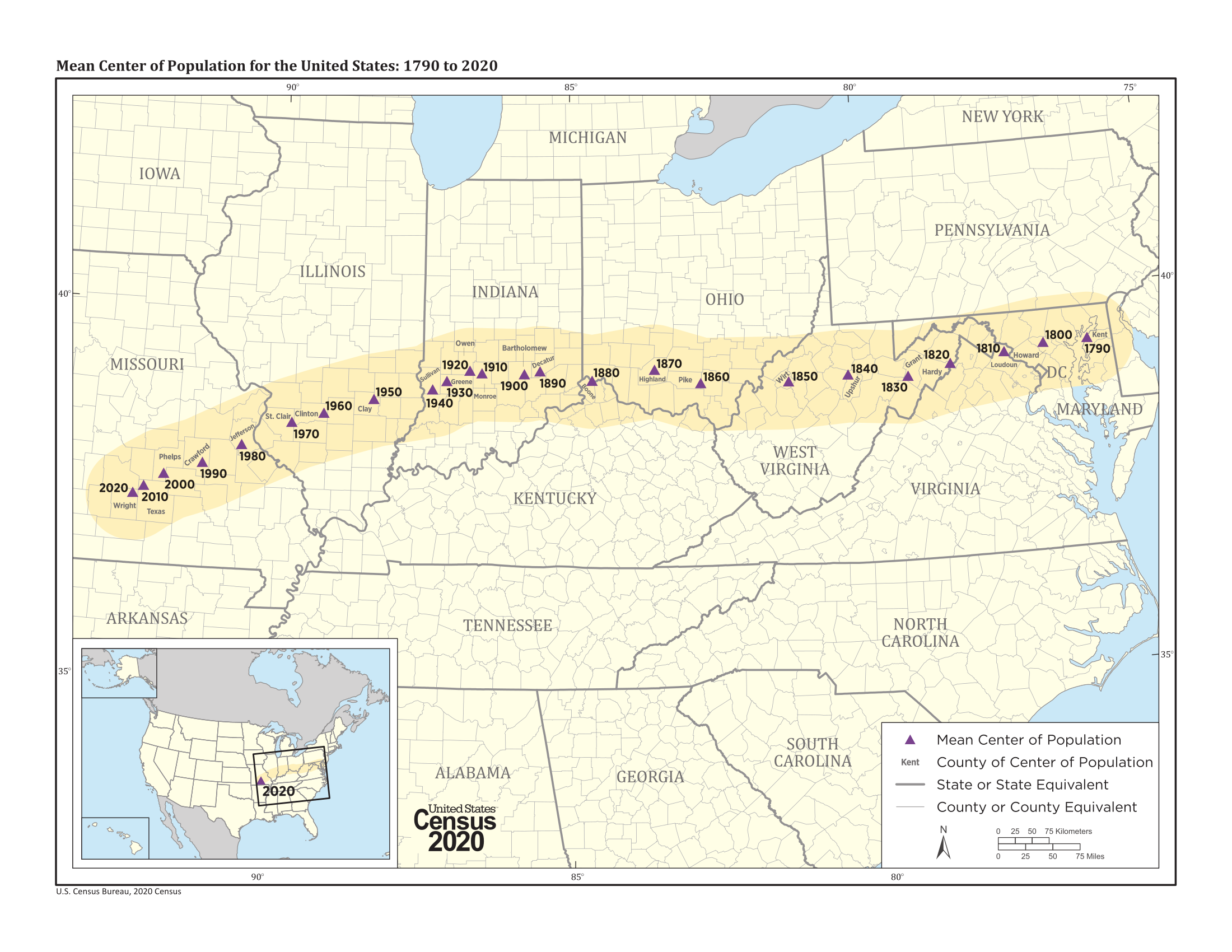
نقشه‌ای که تغییرات گرانیگاه جمعیتی ایلات متحده را نشان می‌دهد. (۲۰۱۰-۱۷۹۰) (هیئت سرشماری ایالات متحده آمریکا)

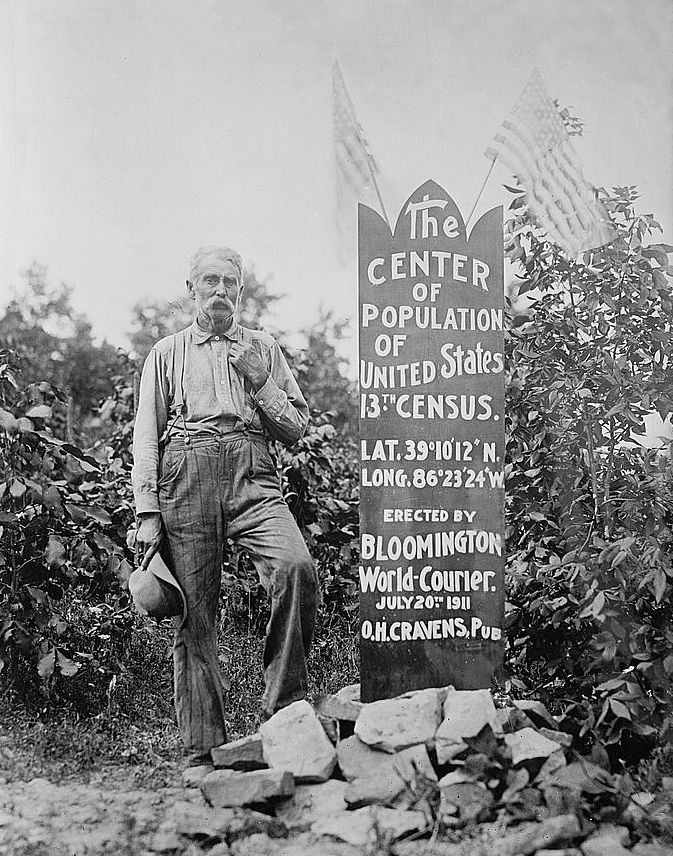
گرانیگاه جمعیتی ایالات متحده، سرشماری سیزدهم، نزدیک بلومینگتون، ایندیانا

گرانیگاه جمعیتی ایالات متحده (به انگلیسی: Mean center of United States population) توسط هیئت سرشماری ایالات متحده آمریکا بر اساس نتایج هر سرشماری تعیین می‌شود. این هیئت، این اصطلاح را چنین تعریف می کند:

اگر بر روی نقشه‌ای خیالی، مسطح، بی‌وزن و صلب از ایالات متحده وزنه‌هایی یکسان قرار گیرد به گونه‌ای که هر وزنه نمایان‌گر موقعیت یک فرد در تاریخ سرشماری باشد، نقطه‌ای که نقشه بر روی آن در تعادل کامل است گرانیگاه جمعیتی ایالات متحده خواهد بود.
در طی قرن بیستم گرانیگاه جمعیتی ۵۲۱ کیلومتر به سمت غرب و ۱۶۳ کیلومتر به سمت جنوب تغییر مکان داده‌است. تغییر مکان به سمت جنوب در نیمهٔ دوم قرن بییش‌تر از نیمه‌اول آن رخ داده‌است به گونه‌ای که ۱۲۷ کیلومتر از ۱۶۳ کیلومتر بین سال‌های ۱۹۵۰ و ۲۰۰۰ روی داده‌است.
جدول زیر اطلاعات موقعیتی گرانیگاه جمعیتی ایالات متحده را از سال ۱۷۹۰ نشان می‌دهد:
| سرشماری ایالات متحده آمریکا | شهرستان                      | توضیحات مکان                        | مختصات                                                          |
| --------------------------- | ---------------------------- | ----------------------------------- | --------------------------------------------------------------- |
| ۱۷۹۰                        | شهرستان کنت، مریلند ۱.)      | ۲۳ مایلی شرق بالتیمور               | ۳۹°۱۶′۳۰″شمالی ۷۶°۱۱′۱۲″غربی / ۳۹٫۲۷۵۰۰°شمالی ۷۶٫۱۸۶۶۷°غربی     |
| ۱۸۰۰                        | شهرستان هاوارد، مریلند       | ۱۸ مایلی غرب بالتیمور               | ۳۹°۱۶′۰۶″شمالی ۷۶°۵۶′۳۰″غربی / ۳۹٫۲۶۸۳۳°شمالی ۷۶٫۹۴۱۶۷°غربی     |
| ۱۸۱۰                        | شهرستان لودون، ویرجینیا      | چهل مایلی شمال غربی واشینگتن، دی‌سی. | ۳۹°۱۱′۳۰″شمالی ۷۷°۳۷′۱۲″غربی / ۳۹٫۱۹۱۶۷°شمالی ۷۷٫۶۲۰۰۰°غربی     |
| ۱۸۲۰                        | شهرستان هاردی، ویرجینیا ۲.)  | ۱۶ مایلی شرق مورفیلد                | ۳۹°۰۵′۴۲″شمالی ۷۸°۳۳′۰۰″غربی / ۳۹٫۰۹۵۰۰°شمالی ۷۸٫۵۵۰۰۰°غربی     |
| ۱۸۳۰                        | شهرستان گرانت، ویرجینیا ۲.)  | ۱۹ مایلی غرب جنوب غربی مورفیلد      | ۳۸°۵۷′۵۴″شمالی ۷۹°۱۶′۵۴″غربی / ۳۸٫۹۶۵۰۰°شمالی ۷۹٫۲۸۱۶۷°غربی     |
| ۱۸۴۰                        | شهرستان آپشر، ویرجینیا ۲.)   | ۱۶ مایلی جنوب کلارسبورگ             | ۳۹°۰۲′۰۰″شمالی ۸۰°۱۸′۰۰″غربی / ۳۹٫۰۳۳۳۳°شمالی ۸۰٫۳۰۰۰۰°غربی     |
| ۱۸۵۰                        | شهرستان ورت، ویرجینیا ۲.)    | ۲۳ مایلی جنوب شرقی پارکسبورگ        | ۳۸°۵۹′۰۰″شمالی ۸۱°۱۹′۰۰″غربی / ۳۸٫۹۸۳۳۳°شمالی ۸۱٫۳۱۶۶۷°غربی     |
| ۱۸۶۰                        | شهرستان پایک، اوهایو         | ۲۰ مایلی جنوب شرقی چیلکوت           | ۳۹°۰۰′۲۴″شمالی ۸۲°۴۸′۴۸″غربی / ۳۹٫۰۰۶۶۷°شمالی ۸۲٫۸۱۳۳۳°غربی     |
| ۱۸۷۰                        | شهرستان هایلند، اوهایو       | ۴۸ مایلی شمال شرقی سینسیناتی        | ۳۹°۱۲′۰۰″شمالی ۸۳°۳۵′۴۲″غربی / ۳۹٫۲۰۰۰۰°شمالی ۸۳٫۵۹۵۰۰°غربی     |
| ۱۸۸۰                        | شهرستان بون، کنتاکی          | ۸ مایلی جنوب غربی سینسیناتی         | ۳۹°۰۴′۰۸″شمالی ۸۴°۳۹′۴۰″غربی / ۳۹٫۰۶۸۸۹°شمالی ۸۴٫۶۶۱۱۱°غربی     |
| ۱۸۹۰                        | شهرستان دکاتور، ایندیانا     | ۲۰ مایلی شرق کلمبوس                 | ۳۹°۱۱′۵۶″شمالی ۸۵°۳۲′۵۳″غربی / ۳۹٫۱۹۸۸۹°شمالی ۸۵٫۵۴۸۰۶°غربی     |
| ۱۹۰۰                        | شهرستان بارتلمو، ایندیانا    | ۶ مایلی جنوب شرقی کلمبوس            | ۳۹°۰۹′۳۶″شمالی ۸۵°۴۸′۵۴″غربی / ۳۹٫۱۶۰۰۰°شمالی ۸۵٫۸۱۵۰۰°غربی     |
| ۱۹۱۰                        | شهرستان مونرو، ایندیانا      | داخل شهر بلومینگتون                 | ۳۹°۱۰′۱۲″شمالی ۸۶°۳۲′۲۰″غربی / ۳۹٫۱۷۰۰۰°شمالی ۸۶٫۵۳۸۸۹°غربی     |
| ۱۹۲۰                        | شهرستان اون، ایندیانا        | ۸ مایلی جنوب جنوب شرقی اسپنسر       | ۳۹°۱۰′۲۱″شمالی ۸۶°۴۳′۱۵″غربی / ۳۹٫۱۷۲۵۰°شمالی ۸۶٫۷۲۰۸۳°غربی     |
| ۱۹۳۰                        | شهرستان گرین، ایندیانا       | ۳ مایلی شمال شرقی لینتون            | ۳۹°۰۳′۴۵″شمالی ۸۷°۰۸′۰۶″غربی / ۳۹٫۰۶۲۵۰°شمالی ۸۷٫۱۳۵۰۰°غربی     |
| ۱۹۴۰                        | شهرستان سولیوان، ایندیانا    | ۲ مایلی جنوب شرقی شرق کارلیزله      | ۳۸°۵۶′۵۴″شمالی ۸۷°۲۲′۳۵″غربی / ۳۸٫۹۴۸۳۳°شمالی ۸۷٫۳۷۶۳۹°غربی     |
| ۱۹۵۰                        | شهرستان ریچلند، ایلینوی ۳.)  | ۸ مایلی شمال شمال غربی النی ۳.)     | ۳۸°۵۰′۲۱″شمالی ۸۸°۰۹′۳۳″غربی / ۳۸٫۸۳۹۱۷°شمالی ۸۸٫۱۵۹۱۷°غربی ۳.) |
| ۱۹۵۰                        | شهرستان کلی، ایلینوی ۴.)     | ۳ مایلی شمال شرقی لوئیزویل ۴.)      | ۳۸°۴۸′۱۵″شمالی ۸۸°۲۲′۰۸″غربی / ۳۸٫۸۰۴۱۷°شمالی ۸۸٫۳۶۸۸۹°غربی ۴.) |
| ۱۹۶۰                        | شهرستان کلینتون، ایلینوی ۵.) | ۶٫۵ مایلی شمال غرب سنترالیا ۵.)     | ۳۸°۳۵′۵۸″شمالی ۸۹°۱۲′۳۵″غربی / ۳۸٫۵۹۹۴۴°شمالی ۸۹٫۲۰۹۷۲°غربی ۵.) |
| ۱۹۷۰                        | شهرستان سینت کلر، ایلینوی    | ۵ مایلی شرق جنوب شرقی مسکوتاه       | ۳۸°۲۷′۴۷″شمالی ۸۹°۴۲′۲۲″غربی / ۳۸٫۴۶۳۰۶°شمالی ۸۹٫۷۰۶۱۱°غربی     |
| ۱۹۸۰                        | شهرستان جفرسون، میسوری       | ۰٫۲۵ مایلی غرب دی‌سوت                | ۳۸°۰۸′۱۳″شمالی ۹۰°۳۴′۲۶″غربی / ۳۸٫۱۳۶۹۴°شمالی ۹۰٫۵۷۳۸۹°غربی     |
| ۱۹۹۰                        | شهرستان کراوفورد، میسوری     | ۹٫۷ مایلی جنوب شرقی استیلویل        | ۳۷°۵۲′۲۰″شمالی ۹۱°۱۲′۵۵″غربی / ۳۷٫۸۷۲۲۲°شمالی ۹۱٫۲۱۵۲۸°غربی     |
| ۲۰۰۰                        | شهرستان فلپس، میسوری         | ۲٫۸ مایلی شرق ادگار اسپرینگز        | ۳۷°۴۱′۴۹″شمالی ۹۱°۴۸′۳۴″غربی / ۳۷٫۶۹۶۹۸۷°شمالی ۹۱٫۸۰۹۵۶۷°غربی   |
| ۲۰۱۰                        | شهرستان تگزاس، میسوری        | ۲٫۷ مایلی شما شرقی پلاتو            | ۳۷°۳۱′۰۳″شمالی ۹۲°۱۰′۲۳″غربی / ۳۷٫۵۱۷۵۳۴°شمالی ۹۲٫۱۷۳۰۹۶°غربی   |

توضیحات داده‌های جدول
1. در اولین سرشماری (۱۷۹۰) گرانیگاه جمعیتی نزدیک چسترتاون، مریلند بود.[۴]
2. گرانیگاه‌های جمعیتی در سال‌های ۱۸۲۰، ۱۸۳۰، ۱۸۴۰ و ۱۸۵۰ در آن‌چه امروزه ویرجینیای غربی نامیده می‌شود قرار داشتند. ویرجینیای غربی در ۱۸۶۳ از ویرجینیا جدا شد.[۴]
3. روش محاسباتی که تا ۱۹۵۰ استفاده می‌شد.
4. روش محاسباتی کنونی
5. اضافه‌شدن آلاسکا و هاوایی به ایالات متحده در سال ۱۹۶۰ گرانیگاه را در حدود ۳ کیلومتر به سمت جنوب و تقریباً ۱۶ کیلومتر به سمت غرب تکان داد.[۳]